# Via Ardeatina

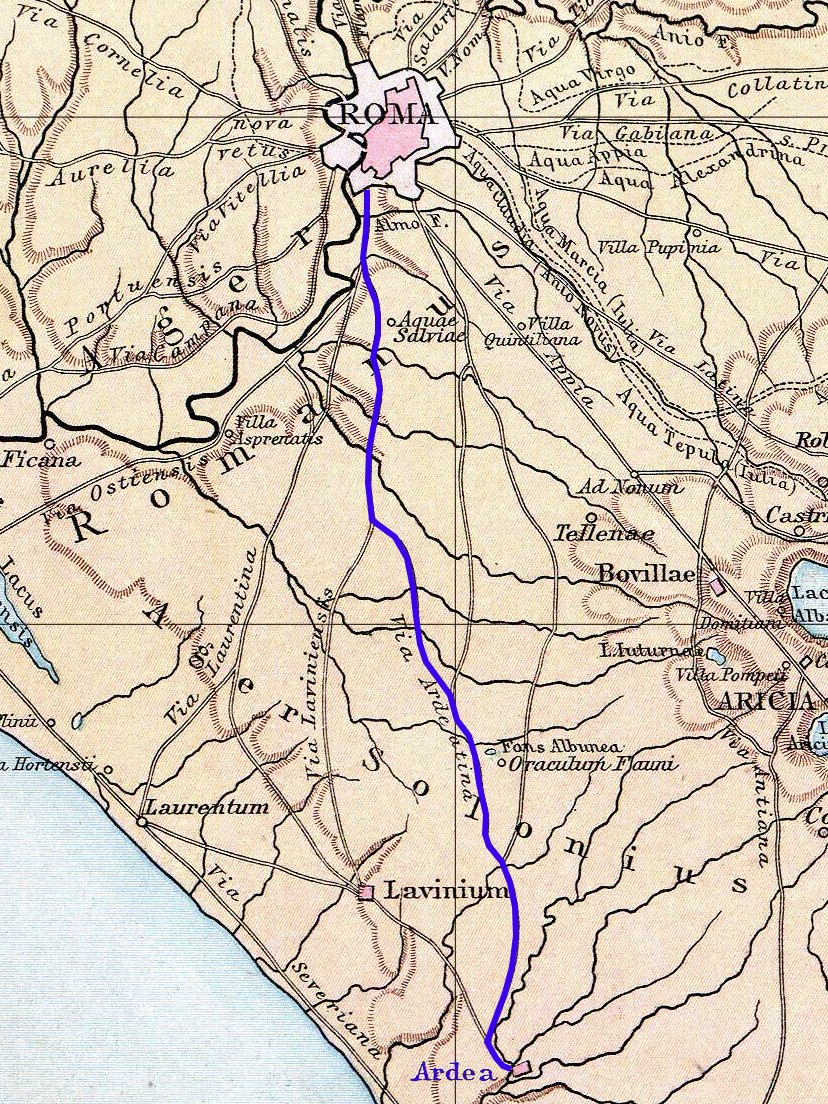
Il tracciato della via Ardeatina

La via Ardeatina è una delle antiche strade romane oggi classificata come strada provinciale 3/e.
La strada che congiungeva Roma con Ardea è menzionata nel Curiosum Urbis, oltre che da Rufio Festo, tra le strade che partivano dalle porte di Roma. Ardea dal VIII al VI secolo a.C. fu uno dei centri più importanti del Lazio meridionale, grazie alla sua posizione che le consentiva di avere scambi commerciali con Latini, Volsci ed Etruschi e il porto-canale alla foce del fiume Incastro (Castrum Inui).
Ardea conobbe il suo massimo sviluppo nel VII secolo a.C., ma decadde tra il III e il II secolo a.C. soprattutto per la crisi economica dei centri laziali, le cui risorse si erano prosciugate nelle guerre puniche e nella successiva guerra contro i Sanniti. La città era quasi completamente in abbandono entro l'età imperiale romana, sebbene resti di abitato sopravvivessero fino al V secolo.

## Itinerario antico
La via Ardeatina si separava dalla via Appia a breve distanza dalla città e passava per le località oggi note come Tor Marancia e Cecchignola fino a raggiungere la Solfarata, all'epoca una pozza di acque sulfuree fredde a 15 miglia romane dalla città. Da qui, la strada procedeva verso Ardea con un tracciato identico a quello seguito dalla via moderna e a 4 miglia e mezza dall'arrivo, attraversava il Numicius, probabile nome antico del Rio Torto.
La distanza tra Roma e Ardea lungo questo percorso è di quasi 39 chilometri; è erroneamente riportata da Strabone come 160 stadi (20 miglia romane), mentre Eutropio riportava solo 18 miglia. In età medievale la via Ardeatina restò in uso, ma le località verso cui conduceva caddero in abbandono, così sorse ai piedi della rocca di Ardea un lazzaretto che ospitava i lebbrosi espulsi da Roma.
Nel 1700 lungo la via fu fondato il Santuario della Madonna del Divino Amore.

## Itinerario moderno
Nata come diramazione della Via Appia Antica, si origina da quest'ultima all'altezza di Porta Ardeatina e si sviluppa per diversi chilometri nel territorio del Parco omonimo. Dopo aver sottopassato il Grande Raccordo Anulare in corrispondenza del relativo svincolo (uscita 24), costeggia il Santuario della Madonna del Divino Amore per proseguire attraverso la campagna dell'Agro Romano fino alla località di Santa Palomba, attraversa la località di Casalazzara frazione del comune di Aprilia (LT) dove prende il nome di "Via dei Rutuli" e, tornata nella provincia di Roma, termina al km 32+900 della via Laurentina, presso Ardea.